# Арле де Шанваллон, Франсуа
Франсуа Арле де Шанваллон (фр. François Harlay de Champvallon, известный также как Франсуа Арле де Шанваллон III, родился 14 августа 1625 года, умер 6 августа 1695 года) — французский иерарх, архиепископ Руана (1651—1671), архиепископ Парижа (1671—1695) и герцог де Сен-Клу.

## Биография
Родился в Париже в 1625 году. В это время пост архиепископа Руана занимал его дядя и полный тёзка Франсуа Арле де Шанваллон II, по его протекции совсем ещё молодой 23-летний юноша после окончания колледжа получил важный пост аббата-коммендатора влиятельного аббатства Жюмьеж.
Всего через три года Франсуа наследовал своему дяде на кафедре руанского архиепископа. 23 мая 1651 года несмотря на свои неполные 26 лет он был избран архиепископом, 28 октября избрание было подтверждено Римом, 28 декабря того же года состоялась епископская хиротония.
31 декабря 1661 Шанваллон был избран командором Ордена Святого Духа.
1 января 1671 года скончался от болезни архиепископ Парижа Ардуэн де Перефикс де Бомон, через три дня король Людовик XIV назначил новым парижским архиепископом де Шанваллона. Рим утвердил его на парижской кафедре 23 февраля того же года.
Шанваллон наследовал Перефиксу не только на кафедре архиепископа Парижа, но и в кресле Французской академии. Он основал теологическую академию в парижском аббатстве Сен-Виктор.
Шанваллон был убеждённым анти-янсенистом и приверженцем галликанских взглядов. Его галликанские убеждения привели к холодности по отношению к нему со стороны Святого Престола (в частности, он так и не получил кардинальскую шапку), однако обеспечили благосклонность Людовика XIV. Шанваллон поддержал «Декларацию галликанского клира», которую с ведома короля приняла 19 марта 1682 года ассамблея французского духовенства и которая считается манифестом галликанства.
Его личная жизнь отличалась большой скандальностью, в целом он вёл образ жизни богатого дворянина, а не служителя церкви, что вызывало резкую критику многих влиятельных персон, в том числе Боссюэ и Фенелона. Несмотря на это, современниками отмечалось его красноречие, благородные манеры и ортодоксальность богословских взглядов. Сент-Бёв особо отмечал ораторские способности архиепископа, отмечая что он даже лучше чувствовал себя в импровизациях, чем в подготовленных речах. Помимо этого Сент-Бёв охарактеризовал его как «самый красивый, самый раскованный и самый способный из прелатов королевства».
В 1673 году отказался хоронить Мольера по церковному обряду, как нераскаявшего грешника.
В 1683 году Франсуа Арле де Шанваллон тайно обвенчал Людовика XIV и маркизу де Ментенон.
Резко настроенный против протестантов, Шанваллон безусловно сыграл важную роль в появлении в 1685 году эдикта Фонтенбло, который отменял Нантский эдикт, гарантировавший протестантам-гугенотам свободу вероисповедания. Сразу после обнародования эдикта он организовал отправку католических миссионеров в гугенотские регионы Франции.
Скончался 6 августа 1695 года в своём доме в городе Конфлан-Сент-Онорин.